# Candlelight Records
La Candlelight Records è una casa discografica musicale inglese, fondata dall'ex bassista degli Extreme Noise Terror Lee Barrett, che dal gennaio 2001 ha una filiale negli Stati Uniti. La Candlelight Records è specializzata in black metal e death metal, e ha sotto contratto band importanti come Emperor, Obituary, 1349, Theatre of Tragedy e i Zyklon. La Candlelight Records collabora con la Appease Me Records e la AFM Records e controlla la Killing Joke Records (etichetta dei soli Killing Joke), la Nocturnal Art Production e la Willowtip Records.

## Lista artisti
- 1349
- Abigail Williams
- Amoral**
- Absu*
- Age of Silence*
- Audrey Horne**
- Averse Sefira*
- Bal-Sagoth**
- Benea Reach**
- Blut Aus Nord
- Candlemass**
- Capricorns
- Carnal Forge
- Crionics
- Crowbar
- Cultus Sanguine
- Dam
- Dark Funeral**
- Daylight Dies
- Dead Man in Reno**
- Destruction**
- The Deviant**
- Diablo Swing Orchestra
- Dismember**
- Distorted*
- Electric Wizard**
- Elvenking*
- Emperor
- Enslaved**
- Entombed
- Firebird
- The Foreshadowing
- Forest Stream*
- Funeral**
- Gorgoroth**
- Grand Magus**
- Grimfist**
- Hemlock
- Hevein**
- Ihsahn
- Insomnium
- Jorn**
- Jotunspor**
- Kaamos**
- Keep of Kalessin**
- Khold**
- Lord Belial**
- Manes
- Manngard**
- Marduk**
- Martride*
- Masterplan**
- The Mighty Nimbus**
- Mindgrinder**
- Mithras
- Monolithe**
- Myrkskog
- Nachtmystium*
- Nebelhexe*
- Necrophobic**
- Nightmare[quale band ? Ne esistono diverse, così nominate]**
- Octavia Sperati
- Of Graves and Gods**
- Omnium Gatherum
- Onslaught
- Opeth**
- Overmars**
- Paganize**
- Pantheon I*
- P.H.O.B.O.S.**
- Pro-Pain**
- The Project Hate**
- Rob Rock**
- Sahg**
- Satariel**
- SCUM**
- Sear Bliss*
- Setherial**
- Seven Witches**
- The Seventh Cross**
- Shakra**
- She Said Destroy**
- sHeavy**
- Sinister**
- Sourvein[1]
- Space Odissey**
- Spektr**
- Starkweather**
- Starofish
- Stonegard**
- Susperia**
- Swallow the Sun**
- Taint**
- Tenebre**
- Theatre of Tragedy**
- Thyrfing**
- Throne of Katarsis*
- Time Requiem
- To-Mera
- Torchbearer**
- Trendkill**
- U.D.O.**
- Ultra-Violence
- Vader**
- Vreid**
- The Wake**
- Windir**
- Witchcraft**
- Wolverine
- Xerath
- Zyklon

- * solo su Candlelight Europe
- ** solo su Candlelight USA